# Anaeromyces
Anaeromyces is een geslacht van schimmels uit de familie Neocallimastigaceae.

## Taxonomische indeling
Volgens Index Fungorum bevat het geslacht vijf soorten (peildatum april 2023):
| Soortnaam                | Auteur(s)                                                            | Publicatiejaar |
| ------------------------ | -------------------------------------------------------------------- | -------------- |
| Anaeromyces contortus    | R.A. Hanafy, B. Johnson, M.S. Elshahed & N.H. Youssef                | 2018           |
| Anaeromyces elegans      | (Y.W. Ho) Y.W. Ho                                                    | 1993           |
| Anaeromyces mucronatus   | Breton, Bernalier, Dusser, Fonty, B. Gaillard & J. Guillot           | 1990           |
| Anaeromyces polycephalus | (Y.C. Chen, C.Y. Chien & R.S. Hseu) Fliegerová, K. Voigt & P.M. Kirk | 2012           |
| Anaeromyces robustus     | O'Malley, Theodorou & Henske                                         | 2016           |